# Josef Barša
Josef Barša (17. ledna 1895 Hostěnice [uváděno též narození 27. ledna 1895] – ???) byl československý politik a meziválečný poslanec Národního shromáždění za Komunistickou stranu Československa.

## Biografie
Podle údajů k roku 1930 byl profesí textilním dělníkem v Sivicích. Uvádí se též jako politik, vydavatel a nakladatel. Jako politik spolupracoval s Josefem Hybešem.
V parlamentních volbách v roce 1929 získal za Komunistickou stranu Československa poslanecké křeslo v Národním shromáždění. I v době výkonu poslaneckého mandátu ho sledovala brněnská policie, protože patřil mezi organizátory komunistických akcí v kraji. V srpnu 1930 například vystupoval na komunistické demonstraci v Brně. V potyčce tehdy udeřil strážníka. Krajský soud v Brně ho v březnu 1932 odsoudil na půl roku těžkého žaláře za zločin veřejného násilí. V listopadu 1932 ho volební soud zbavil volitelnosti. Mandátu poslance byl zbaven rozhodnutím volebního soudu v listopadu 1932. Jeho křeslo zaujal Antonín Štourač.
Na doporučení tehdejšího krajského výboru KSČ emigroval do SSSR. Zemřel někdy po roce 1935.